# Земляной шмель

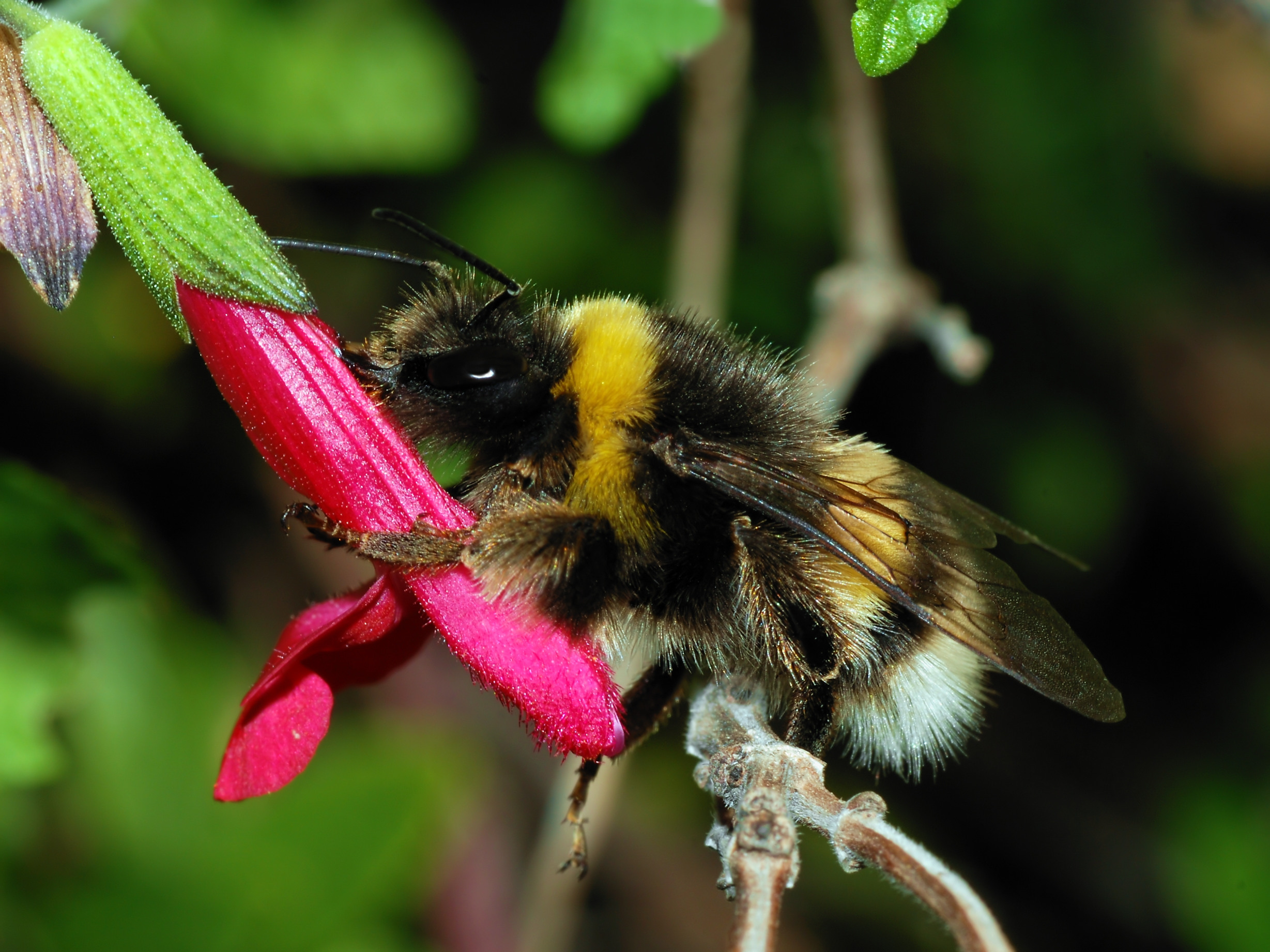

Земляной шмель (лат. Bombus terrestris) — вид шмелей.

## Описание
Самки 19—23 мм (до 27 мм), рабочие 11—17 мм, самцы 11—22 мм.
Верх груди в чёрных волосках, переднеспинка с перевязью из рыжевато-жёлтых волосков. Тергиты брюшка с четырьмя перевязями: 1-й, 3-й и часть 4-го тергита в чёрных волосках, 2-й тергит — в рыжевато-жёлтых, 5-й и часть 4-го тергита в белых или светло-жёлтых волосках.

## Распространение
Европа (кроме северо-восточных районов), Кавказ, юг Урала и Западной Сибири, Передняя и Средняя Азия, северо-запад Африки. Интродуцирован также в Чили и Аргентину. 

## Генетика
Геном вида Bombus terrestris составляет 0,64 пг (C value), диплоидный хромосомный набор (2n): 36.